# هارتموت ويديكايند
هارتموت ويديكايند (بالألمانية: Hartmut Wedekind)‏ (مواليد 16 يونيو 1964) هو سبّاح ألماني، مثّل بلاده في الألعاب الأولمبية الصيفية 1988.

## روابط خارجية
هارتموت ويديكايند على موقع الاتحاد الدولي للسباحة (الإنجليزية)
- هارتموت ويديكايند على موقع أوليمبيديا (الإنجليزية)